# نادي كيوان
نادي كيوان الرياضي هو فريق كرة قدم عراقي مقره في كركوك، يلعب في الدوري العراقي الدرجة الثالثة.

## روابط خارجية
- أندية العراق - تواريخ التأسيس